# Droga wojewódzka nr 332
Droga wojewódzka nr 332 (DW332) – droga wojewódzka w województwie dolnośląskim. Od 2013 r. numerem tym jest oznaczona tzw. droga transgraniczna od granicy z Czechami w Kopaczowie do granicy z Niemcami w Sieniawce. Jej długość wynosi niecałe 4 km.
Do 1 stycznia 2010 r. numerem tym oznaczona była droga Tarnówek – Rudna. Jej długość wynosiła ok. 17 km. Odcinek Tarnówek – Rynarcice został włączony do przebiegu drogi wojewódzkiej 331, a odcinek Rynarcice – Rudna do przebiegu drogi wojewódzkiej 323.

## Dopuszczalny nacisk na oś
Od 13 marca 2021 roku na drodze dozwolony jest ruch pojazdów o nacisku pojedynczej osi napędowej do 11,5 tony, z wyjątkiem miejsc oznaczonych znakiem zakazu B-19.

### Do 13 marca 2021 r.
Wcześniej, w latach 2017–2021, na całej długości drogi wojewódzkiej nr 332 dopuszczalny był ruch pojazdów o nacisku osi pojedynczej nie przekraczającym 10 ton.

## Miejscowości leżące przy trasie DW332

### Przebieg od 2013 roku
- Sieniawka
- Porajów
- Kopaczów

### Przebieg do 2009 roku
- Tarnówek
- Dąbrowa
- Pieszkowice
- Żelazny Most
- Rynarcice
- Rudna